# 珀玥

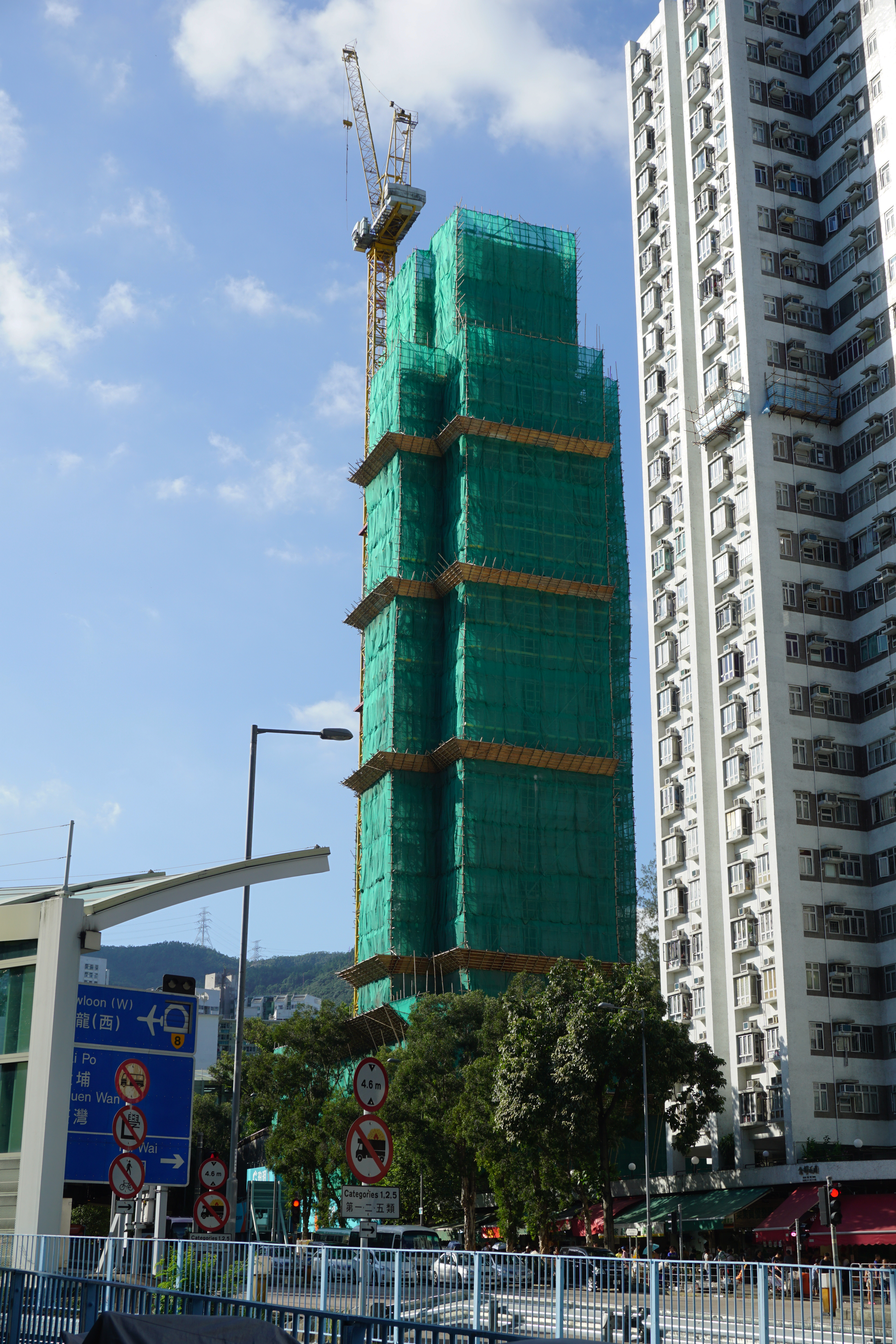
興建中（2018年7月）

珀玥（The Garrison），是位於新界大圍美田路的單幢住宅，樓高共23層，由遠東發展發展，仲量聯行管理，於2019年10月入伙。

## 歷史
珀玥 前身為官地，2013年6月時任發展局局長陳茂波宣怖於當年7至9月推出9幅地皮，其中包括此位於大圍美田路佔0.07公頃的住宅地皮，至2014年4月，地政總署推出地皮招標，終獲8家財團入標，包括新鴻基地產、盛洋投資、宏安集團、遠東發展及信和置業等，雖然地皮位於大圍市中心，唯由於地皮呈三角形，剪裁有一定難度，加上項目需提供停車位，需建於地庫及或興建汽車升降台，不排除會削減用作地舖的樓面，故市場估計會直接拉低項目價值，當時市場估值約1.58億至2.42億元，最終於同月地政總署宣怖遠東發展以1.48億元投得地皮，平均每平方呎樓面地價低至2,817元，為市場預期下限。
2014年5月遠東發展表示有關地皮考慮發展作商住用途，以用盡地積比率，當時計劃準備總共約以三億五千萬港元以發展上層成以1房及2房間隔為主的酒店式精品住宅，樓下則作商業用途，項目最終於2017年8月動工。

## 簡介
珀玥 共設23層（包括地庫1層但不設4、13、14及24樓），於5至25樓提供118伙實用面積介乎201方呎至404方呎的1房至2房住宅單位，當中逾98%為1房戶，其屬沙田區內最細的1房戶，項目另設2伙頂層2房特色單位，其餘樓層分別設有
- 地庫1層：停車場（2個商戶停車位、1個商戶電單車停車位、8個單車停車位、9個住客停車位、1個住客訪客暢通易達停車位、2個住客訪客停車位及1個住客電單車停車位）
- 地下：住宅入口大堂、商舖、停車場（1個商戶上落貨車位、1個住客上落貨車位及1個商戶停車位）
- 1樓：商舖
- 2樓：機電層
- 3樓：住客康樂設施（面積約4,611平方呎，包括健身室、瑜珈室及戶外燒烤場等）

項目於2018年5月獲批預售樓花同意書，至2018年7月發展商上載售樓說明書及公怖售價，當中售樓說明書有所出錯，包括平台單位圖則少畫了門、漏計露台面積，消息指發展商在上樓書前已知出錯，惟趕推盤先行上載，及後再作出修訂；至於一房單位折實售價由422.6萬元至685.9萬元，平均呎價19,800元至24,100元，被指「貴絕大圍上車屋苑」。
至7月中旬開售當中112伙，結果收票近2300票，超額認購近20倍，唯有報導指有地產代理呼籲幫忙入飛認購，若抽中會把單位留予他人購買，故被指「入票數字水分甚高」
，最終開售當日下午8時項目沽出106伙，佔可供發售單位約95%，套現約5.9億港元。而示範單位曾設於黃大仙現崇山商場，當中展出的已裝修單位拆去房與廳及房與廁的牆身，有傳媒指是「掩人耳目，扮有空間」。

## 命名
發展商於2018年5月10日正式公佈項目中英文名稱，表示「項目具交通、購物及優美環境於一身，仿如罕珍明珠，綻放光芒，故中文名以「珀玥」為名，英文名「Garrison」則有駐地及要塞的意思。」

## 鄰近
- 金禧花園
- 沙田公立學校
- 海福花園
- 富嘉花園
- 大圍新村

## 外部連結
- 珀玥 官方網頁 （页面存档备份，存于）
- 中原地產-珀玥相關資料 （页面存档备份，存于）